# José María Hernández
José María Hernández Espaillat (* 20. Dezember 1942 in Moca, Dominikanische Republik; † 5. Oktober 2010 in Santiago de los Caballeros, Dominikanische Republik) war ein Politiker und Unternehmer aus der Dominikanischen Republik.

## Biografie
Hernández studierte Rechtswissenschaft und nahm nach dem Abschluss mit einem Lizenziat (Licenciado) eine Tätigkeit als Rechtsanwalt auf. In den 1970er Jahren war er Professor der Rechtswissenschaft an der Pontificia Universidad Católica Madre y Maestra (PUCMM).
Er war mit Sonia Guzmán, der Tochter des Geschäftsmanns Antonio Guzmán Fernández, verheiratet. Als sein Schwiegervater 1978 Präsident wurde, wurde er von diesem mit dem einflussreichen Posten des Chefs der Präsidialkanzlei (Secretario Administrativo de la Presidencia) betraut. In dieser Funktion empfing er teilweise auch Staatsgäste wie im April 1980 den taiwanischen Außenminister Chu Fu-sung.
Nach dem Suizid von Präsident Guzmán am 4. Juli 1982 und dem damit verbundenen Ausscheiden aus der Regierung war er als Unternehmer tätig und als solcher auch französischer Honorarkonsul in Santiago de los Caballeros.
Später war er noch zwischen 1992 und 1993 Vorstandsmitglied der Entwicklungsgesellschaft von Santiago (Asociación para el Desarrollo de Santiago). Außerdem war er Personaldirektor an der PUCMM, der 1962 gegründeten ersten privaten Universität des Landes, sowie Mitglied des Regionalkomitees der Dominikanischen Kommission der UNESCO in Santiago de los Caballeros.